# Бележница смрти (филм из 2017)
Бележница смрти (енгл. Death Note) амерички је филмски трилер из 2017. у режији Адама Вингарда. Темељи се на истоименој манги коју су развили Цугуми Оба и Такеши Обата.
Премијера је приказана 25. августа 2017. на филмском фестивалу FrightFest. Филм је 25. августа 2017. приказао Netflix. Добио је углавном негативне рецензије критичара.

## Радња
Лајт Тарнер проналази бележницу с натприродним моћима и користи је да одмери смрт, привлачећи пажњу детектива, демона и девојке из свог разреда.

## Улоге
| Глумац         | Улога        |
| -------------- | ------------ |
| Нет Вулф       | Лајт Тарнер  |
| Лакит Стенфилд | Л            |
| Маргарет Кволи | Мија Сатон   |
| Шеј Вигам      | Џејмс Тарнер |
| Пол Накаучи    | Ватари       |
| Вилем Дафо     | Рјук         |